# Jan Koenderink
Jan Johan Koenderink é um matemático e psicólogo neerlandês conhecido por suas pesquisas em percepção visual, visão computacional e geometria.
Koenderink obteve o grau de bacharel na Universidade de Utrecht em 1964, um mestrado em 1967, e um doutorado em 1972. Ele foi professor titular de física e astronomia na Universidade de Utrecht de 1978 até sua aposentadoria compulsória em 2008; desde então, ele teve posições de membro ou professor visitante em Utrecht, na Universidade Técnica de Delft, no Instituto de Tecnologia de Massachusetts, e na Katholieke Universiteit Leuven.
Ele é o autor dos livros Color for the Sciences (MIT Press, 2010), sobre colorimetria, e Solid Shape (MIT Press, 1990), sobre geometria diferencial.
Em 1987, a Katholieke Universiteit Leuven lhe conferiu o título de doutor honorário.
Ele tornou-se membro da Academia Real das Artes e Ciências dos Países Baixos em 1990, e da Real Academia Flamenga da Bélgica para a Ciência e as Artes em 2010.
Em 2013 ele recebeu o Prêmio Azriel Rosenfeld por seus trabalhos em visão computacional.